# Nobody’s Real
Nobody’s Real (в пер. с англ. Никто не реален) — песня, записанная американской рок-группой Powerman 5000 для их второго студийного альбома Tonight the Stars Revolt!. В ноябре 1999 года лейблом DreamWorks Records композиция была выпущена в качестве второго сингла из Tonight the Stars Revolt!. «Nobody’s Real» стала также одной из главных песен саундтрека к фильму Конец света.
К «Nobody’s Real» был снят видеоклип. В нём показан мальчик, который случайно обнаруживает маску робота, наделившей его сверхспособностями. Во время концертного тура, проводимого группой в 2000 году, трек исполнялся в несколько изменённой версии.

## Список композиций
CD
| №  | Название        | Длительность |
| -- | --------------- | ------------ |
| 1. | «Nobody’s Real» | 2:55         |

## Участники записи
| Powerman 5000 - Spider One (Майкл Дэвид Каммингс) — вокал - Adam 12 (Адам Уилсон) — гитара - M.33 (Майк Темпеста) — гитара - Dorian 27 (Дориан Хиртсонг) — бас-гитара - АI 3 (Аллен Пээниш) — барабаны | Другой персонал - Скотт Олсон, Марк Лакорте — программинг - Фрэнк Грайнер — сведение - Том Бейкер — мастеринг - Сильвия Мэсси — продюсирование - Чепмен Бейлер — фотограф |

## Позиции в чартах
| Чарт (1999—2000)                     | Высшая позиция |
| ------------------------------------ | -------------- |
| Billboard Hot Mainstream Rock Tracks | 18             |
| Billboard Hot Modern Rock Tracks     | 23             |